# Inocybe brunnea
Inocybe brunnea är en svampart som beskrevs av Quél. 1880. Inocybe brunnea ingår i släktet Inocybe och familjen Inocybaceae.   Inga underarter finns listade i Catalogue of Life.